# Anton Walbrook
Adolf Anton Wilhelm Wohlbrück (Viena, Àustria, 15 de novembre de 1896 - Baviera, Alemanya, 9 d'agost de 1967) fou un actor de cinema austríac, que s'instal·là al Regne Unit amb el nom d'Anton Walbrook.

## Biografia i carrera
Els seus pares eren Gisela Rosa (Cohn) i Adolf Ferdinand Bernhard Hermann Wohlbrück.
 Era descendent de deu generacions d'actors, tot i que el seu pare havia trencat la tradició i era pallasso de circ. Walbrook va estudiar amb el director Max Reinhardt i es va fer una carrera al teatre i el cinema austríacs.
L'any 1936 va anar a Hollywood per filmar una segona versió del diàleg de la coproducció multinacional "The Soldier and the Lady" (1937) i aprofità l'ocasió per canviar-se el nom Adolf per Anton. Walbrook era gai i, en tant que fill de mare jueva, era classificat segons les Lleis de Nuremberg com "mig jueu". Per aquest motiu, en comptes de tornar a Àustria, s'instal·là a Anglaterra on treballà com a actor de cinema, i s'especialitzà en personatges europeus continentals.
El productor-director Herbert Wilcox el va triar per representar el Príncep Albert a "Victoria the Great" (1937). L'any següent va assumir el mateix paper a la seqüela "Sixty Glorious Years". Va actuar a "Gaslight" (Thorold Dickinson, 1940) en el paper que faria Charles Boyer al remake posterior de Hollywood. A "Dangerous Moonlight" (1941), un melodrama romàntic, va encarnar un pianista polonès esquinçat pels dubtes sobre si tornar o no al seu país. Amb l'equip de Powell i Pressburger va interpretar Theo Kretschmar-Schuldorff, un oficial "alemany bo", enèrgic i elegant, a "The Life and Death of Colonel Blimp" (1943), i el tirànic "impresario" Lermontov a "The Red Shoes" (''Les sabatilles Vermelles'', 1948). Un des seus films més inusuals és "The Queen of Spades" (''La Dama de Piques'', Thorold Dickinson, 1949), un thriller gòtic basat en el conte d'Alexandre Pushkin, que coprotagonitzà amb Edith Evans. A les ordres de Max Ophüls fou el ringmaster de "La Ronde" (1950) i Lluís I, Rei de Baviera a "Lola Montès".
La seva companya de repartiment a "The Red Shoes" Moira Shearer recordava Walbrook com un solitari, que sovint portava ulleres fosques i menjava sol. Es va retirar del cinema a finals dels 1950s i els anys següents actuà al teatre en escenaris europeus i a la televisió.
Walbrook va morir d'un atac de cor a Garatshausen, Baviera, l'any 1967. Les seves cendres foren enterrades al cementiri de la St. John's Church, al barri londinenc de Hampstead, tal com havia deixat escrit al seu testament.

## Filmografia principal
| - Martin Luther (1923) - The Pride of Company Three (1932) - Three from the Unemployment Office (1932) - Melody of Love (1932) - Waltz War (1933), o Waltz Time in Vienna, com Johann Strauss - Viktor und Viktoria, o Viktor and Viktoria (1933) - Keine Angst Vor Liebe (1933) - Die vertauschte Braut (1934) - George and Georgette (1934) - Maskerade, o Masquerade in Vienna (1934) - The English Marriage (1934) - Regine (1935) - Der Student von Prag (1935), o The Student of Prague - Ich war Jack Mortimer (1935) - Der Zigeunerbaron (1935) - Der Kurier des Zaren (1936) - Tomfoolery (1936) | - Michel Strogoff (1936) com Michel Strogoff - Port Arthur (1936) - The Rat (1937) - The Soldier and the Lady (1937) com Michael Strogoff - Victoria the Great (1937) com el Príncep Albert - Sixty Glorious Years (1938) com el Príncep Albert - Gaslight (1940) - Dangerous Moonlight (1941) - 49th Parallel (1941) - The Life and Death of Colonel Blimp (1943) - The Man from Morocco (1945) - The Red Shoes (1948) - The Queen of Spades (1949) - La Ronde (1950) - King for One Night (1950) - Le Plaisir (1952) narrador a la versió alemanya - L'affaire Maurizius (1954) - Lola Montès (1955) com el rei Ludwig I de Baviera - Oh... Rosalinda!! (1955) - Saint Joan (1957) - I Accuse! (1958) com el Major Esterhazy |